# Hemisus
Hemisus ist die einzige Gattung der Amphibien-Familie Hemisotidae. Deutsch werden sie manchmal als Schaufelnasenfrösche bezeichnet.

## Beschreibung
Die Pupillen sind vertikal. Die Zunge ist breit, länglich, hinten eingeschnitten und frei abhebbar. Gaumenzähne, Eustachi-Röhre und Trommelfell fehlen. Finger- und Zehenenden sind spitz mit einfachen knöchernen Endphalangen. Die Finger sind frei. An den Zehen findet sich höchstens eine sehr schwache Schwimmhaut, welche nicht zwischen die Metatarsen der 4. und 5. Zehe eingreift. Die Praecoracoide sind stark entwickelt und quer stehend. Die Coracoide sind lang und schmal und bilden mit ihren medialen, nicht verbreiterten Enden einen spitzen Winkel. Das Omosternum ist knorpelig, das Sternum verkümmert. Die Querfortsätze des Sacralwirbels sind schwach verbreitert.
Die Art Hemisus marmoratus (vermutlich auch die bisher nicht untersuchten anderen Arten der Gattung) besitzt einen ungewöhnlichen Mechanismus zur Verlängerung der Zunge; diese ist, wie bei vielen Froschlurchen, wesentlich am Beutefang beteiligt. Bei den meisten Fröschen wird die Zunge muskulär nach vorn gezogen und dann trägheitsbedingt vorgeschnellt. Bei Hemisus marmoratus wird die Zunge durch einen dorsoventral (von oben nach unten) wirkenden Muskel zusammengedrückt. Sie besitzt die Eigenschaften eines flüssigkeitsgefüllten Kissens mit konstantem Volumen und wird dadurch hydrostatisch verlängert.

## Vorkommen

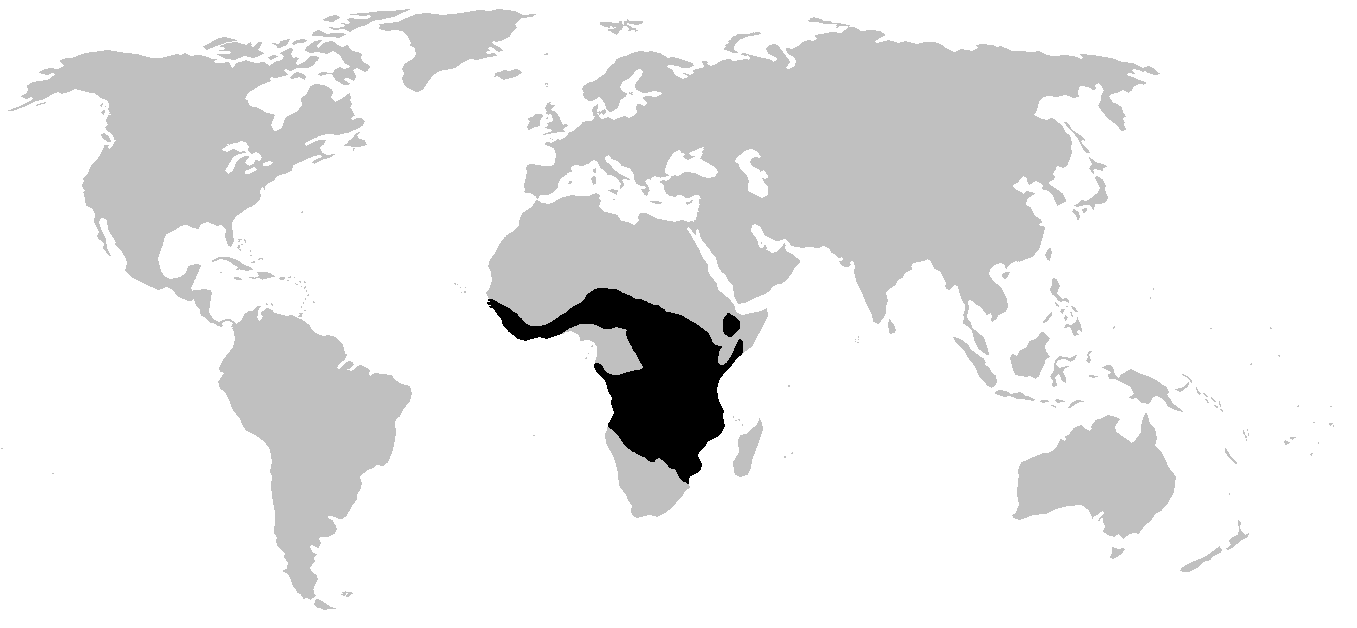
Verbreitung der Hemisotidae

Die Gattung kommt im tropischen und subtropischen Afrika südlich der Sahara vor.

## Lebensweise
Die Arten der Gattung sind dafür bekannt, dass die Weibchen unterirdische Brutkammern ins Erdreich neben Gewässern graben. Anders als 95 Prozent der grabenden Froschlurche graben sie nicht mit den Hinter-, sondern mit den Vorderextremitäten. Die entwickelten Kaulquappen verlassen diese über einen vom Weibchen gegrabenen Tunnel zum Gewässer. Bei einer Untersuchung an Hemisus marmoratus in der Elfenbeinküste waren die Brutkammern etwa 5 Zentimeter groß und enthielten etwa 200 (zwischen 88 und 242) Eier. Sie lagen teilweise im Uferbereich, teilweise aber bis zu 100 Meter von vorhandenen Gewässern entfernt, meist unter umgestürzten Bäumen. Das Weibchen verbleibt in der Brutkammer und versucht, Eier und Kaulquappen gegen Störungen zu verteidigen. Die Kaulquappen verlassen die Brutkammer meist nach Beginn der Regenzeit, wenn temporäre Tümpel und Bäche wieder Wasser führen. Die Art ist den Untersuchungen nach Nahrungsspezialist (Termiten) und lebt sowohl in der offenen Savanne wie in Galeriewäldern.

## Systematik

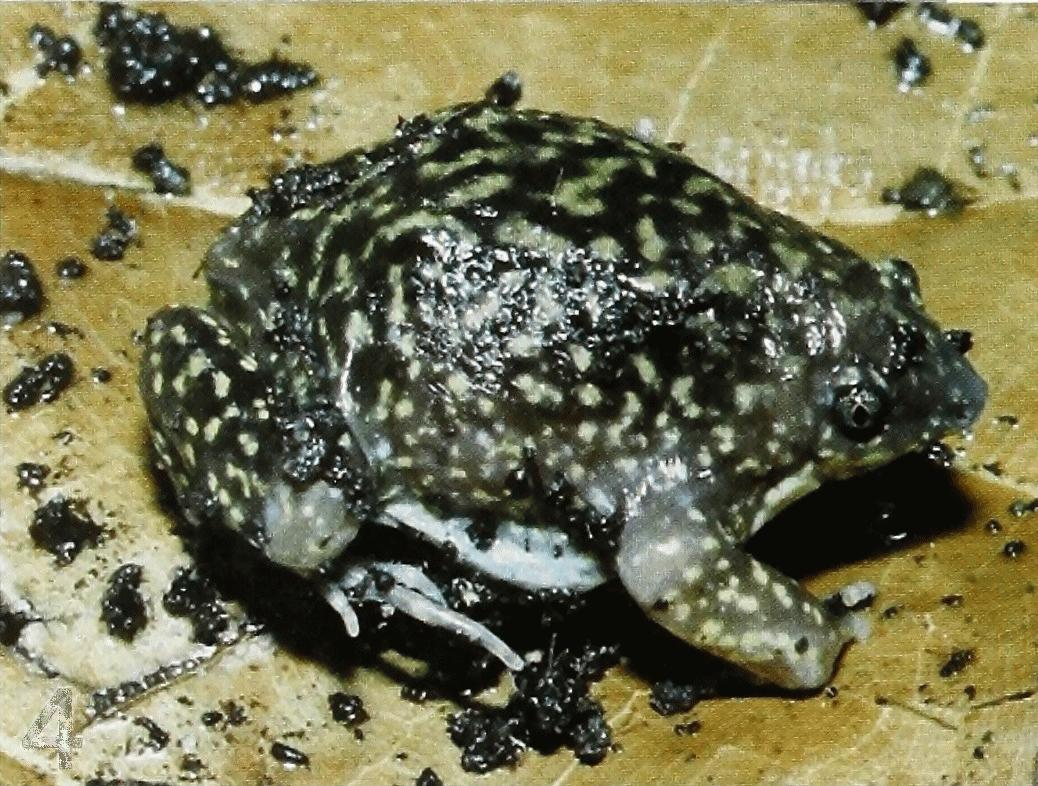
Hemisus guineensis

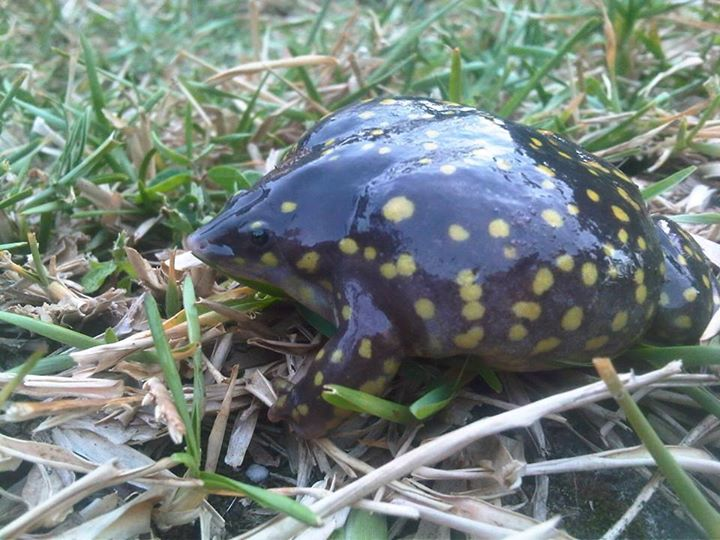
Hemisus guttatus

Die Gattung Hemisus wurde 1859 von Albert Günther erstbeschrieben. Ein Synonym ist Kakophrynus Steindachner, 1863. Sie umfasst 9 Arten:
- Hemisus barotseensis Channing & Broadley, 2002
- Hemisus brachydactylus Laurent, 1963
- Hemisus guineensis Cope, 1865
- Hemisus guttatus (Rapp, 1842)
- Hemisus marmoratus (Peters, 1854)
- Hemisus microscaphus Laurent, 1972
- Hemisus olivaceus Laurent, 1963
- Hemisus perreti Laurent, 1972
- Hemisus wittei Laurent, 1963

Schwestergruppe der Hemisotidae ist vermutlich die Familie Brevicipitidae.